# Gare de Bordeaux-Cadillac
Pour les articles homonymes, voir Gare de Bordeaux.
La gare de Bordeaux-Cadillac (ou gare de Cadillac à Bordeaux-Bastide) était le terminus du Tramway de Bordeaux à Cadillac (1897 - 1935).
Elle était située quai Deschamps au côté sud de la gare de l'État. Ces deux gares ont été détruites en 1950 pour laisser la place à l'actuelle caserne des pompiers de la Benauge.

## Histoire

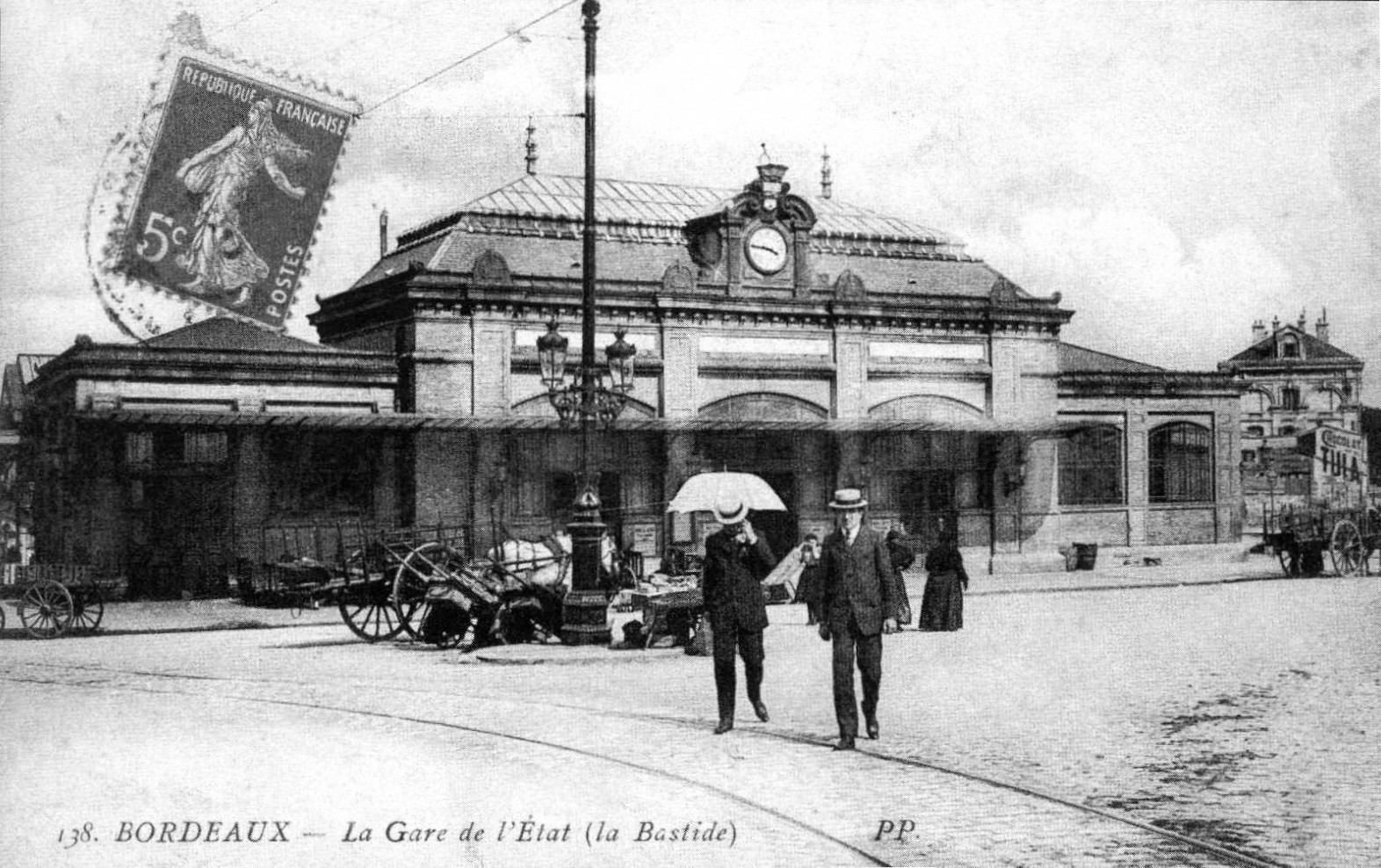
On aperçoit la gare de Cadillac derrière la Gare de l'État.